# Vaux-sur-Poligny
Vaux-sur-Poligny korábbi község (település) Franciaországban, Jura megyében. 2025. január 1-jén Poligny új községgel egyesült és annak része lett.
Lakosainak száma 82 fő (2022. január 1.). Vaux-sur-Poligny Poligny, Barretaine és Chaussenans községekkel határos.

## Népesség
A település népessége az elmúlt években az alábbi módon változott:
| Lakosok száma | 118  | 112  | 82   | 100  | 96   | 90   | 77   | 74   | 73   | 82   |
|               | 1968 | 1982 | 1990 | 2006 | 2013 | 2015 | 2017 | 2019 | 2020 | 2022 |